# Ді-Смет (Південна Дакота)
Ді-Смет (англ. De Smet) — місто (англ. city) в США, в окрузі Кінґсбері штату Південна Дакота. Населення — 1056 осіб (2020).

## Географія
Ді-Смет розташоване за координатами 44°23′10″ пн. ш. 97°32′59″ зх. д. / 44.38611° пн. ш. 97.54972° зх. д. (44.386148, -97.549688).  За даними Бюро перепису населення США в 2010 році місто мало площу 3,00 км², уся площа — суходіл.

## Демографія
Згідно з переписом 2010 року, у місті мешкало 1089 осіб у 478 домогосподарствах у складі 290 родин. Густота населення становила 363 особи/км².  Було 552 помешкання (184/км²).
Расовий склад населення:
| - 98,8 % — білих - 0,6 % — корінних американців - 0,1 % — чорних або афроамериканців - 0,1 % — азіатів |

До двох чи більше рас належало 0,5 %. Частка іспаномовних становила 0,5 % від усіх жителів.
За віковим діапазоном населення розподілялося таким чином: 22,0 % — особи молодші 18 років, 48,1 % — особи у віці 18—64 років, 29,9 % — особи у віці 65 років та старші. Медіана віку мешканця становила 49,6 року. На 100 осіб жіночої статі у місті припадало 89,4 чоловіків;  на 100 жінок у віці від 18 років та старших — 84,2 чоловіків також старших 18 років.
Середній дохід на одне домашнє господарство  становив 52 312 долари США (медіана — 47 917), а середній дохід на одну сім'ю — 64 923 долари (медіана — 61 250). За межею бідності перебувало 12,9 % осіб, у тому числі 15,6 % дітей у віці до 18 років та 14,1 % осіб у віці 65 років та старших.
Цивільне працевлаштоване населення становило 566 осіб. Основні галузі зайнятості: виробництво — 20,0 %, освіта, охорона здоров'я та соціальна допомога — 19,1 %, мистецтво, розваги та відпочинок — 9,5 %, будівництво — 9,0 %.